# Marijose Salazar
María José Salazar Padilla Lastra (Villahermosa, Tabasco; 4 de octubre de 1991), más conocida como Marijose Salazar, es una actriz mexicana salida del reality show infantil Código F.A.M.A..

## Biografía
Inició su carrera en Tabasco en un concurso llamado Canto a mi planeta. Luego participó como conductora del programa en la televisión local llamado El Mundo de los Sueños.
En 2004, participó en el reality show infantil Código F.A.M.A. en su segunda edición, en el que queda segundo lugar, detrás de Jonathan Becerra.
A la salida de Código Fama, participó en la primera telenovela infantil interactiva, Misión S.O.S., con su personaje de Monchita.

## Trayectoria
- El mundo de los sueños - como conductora
- Código F.A.M.A. 2 - Ganadora del código plata (segundo lugar)
- Misión S.O.S. - Ramona Elisa de los Remedios Acevedo y Pérez "Monchita"